# Crocidura xantippe
Crocidura xantippe es una especie de musaraña (mamífero placentario de la familia Soricidae).

## Distribución geográfica
Se encuentra en Kenia y Tanzania.